# Досенхајм
Досенхајм (њем. Dossenheim) општина је у њемачкој савезној држави Баден-Виртемберг. Једно је од 54 општинска средишта округа Рајн-Некар. Према процјени из 2010. у општини је живјело 12.144 становника. Посједује регионалну шифру (AGS) 8226012.

## Географски и демографски подаци
Досенхајм се налази у савезној држави Баден-Виртемберг у округу Рајн-Некар. Општина се налази на надморској висини од 153 метра. Површина општине износи 14,2 km². У самом мјесту је, према процјени из 2010. године, живјело 12.144 становника. Просјечна густина становништва износи 858 становника/km².